# 橋本博
橋本 博（はしもと ひろし、1972年1月 - ）は、日本の生物学者（構造生物学・タンパク質結晶学）。学位は、博士（工学）（大阪大学・2000年）。静岡県立大学薬学部教授・同大学院薬学研究院教授、大阪大学蛋白質研究所客員教授。
横浜市立大学大学院生命ナノシステム科学研究科准教授などを歴任した。

## 来歴

### 生い立ち
1972年1月に生まれた。大阪大学に進学し、工学部の応用精密化学科にて学んだ。1995年3月、大阪大学を卒業した。大学卒業後は同大学の大学院に進学し、工学研究科にて学んだ。1997年3月、大阪大学の大学院における博士前期課程を修了した。2000年3月には、同大学の大学院における博士後期課程を修了した。それに伴い、博士（工学）の学位を取得した。

### 研究者として
大学院修了後は、2000年4月より日本学術振興会の特別研究員となった。翌年4月、横浜市立大学に採用され、大学院の総合理学研究科にて助手となった。2005年4月には、横浜市立大学の大学院にて国際総合科学研究科に異動し、引き続き助手として勤務した。学校教育法の改正に伴い、2007年4月より横浜市立大学の大学院にて国際総合科学研究科の助教となった。2009年4月、横浜市立大学の大学院にて生命ナノシステム科学研究科に移動し、引き続き助教として勤務した。2012年4月、横浜市立大学の大学院にて、生命ナノシステム科学研究科の准教授に昇任した。生命ナノシステム科学研究科においては、主として生体超分子科学専攻の講義を担当し、佐藤衛らと構造科学研究室を受け持った。2013年4月、静岡県立大学に転じ、薬学部の教授に就任した。薬学部においては、主として薬科学科の講義を担当し、生命物理化学分野を受け持った。また、静岡県立大学の大学院では、薬学研究院の教授も兼務することとなった。なお、静岡県立大学の大学院では研究院・学府制が採用されているため、大学院の教授としては研究組織である薬学研究院に在籍しているが、講義については教育組織である薬食生命科学総合学府を主として担当し、石川吉伸らと生命物理化学教室を受け持った。
なお、静岡県立大学での勤務と並行して、2013年4月より横浜市立大学の客員教授を務めた、また、同年4月より、母校である大阪大学においても、蛋白質研究所の客員教授を務めた。

## 研究
専門は生物学であり、構造生物学やタンパク質結晶学といった分野の研究に従事した。具体的には、デオキシリボ核酸の損傷を修復する機構においての蛋白質のはたらきについて、構造生物学の見地から研究に取り組んだ。また、疾患に関連する蛋白質について構造生物学の見地から分析することで、創薬の基盤となる研究に繋げようと試みた。田丸浩との研究においては、さまざまな生物の生殖について共通点を調べることで、生殖細胞の形成に不可欠となる蛋白質の立体構造を明らかにした。なお、橋本は自身の研究について、蛋白質の「『かたち』と『働く仕組み』を世界の誰よりも先に解き明かすのが構造生物学の醍醐味」と述べるとともに「病気の原因となる『かたち』を知ることで、くすりをデザインする手がかりを得たい」としている。
学術団体としては、日本結晶学会、日本分子生物学会、日本蛋白質科学会、日本薬学会、日本生化学会、日本生物物理学会などに所属している。

## 略歴
- 1972年 - 誕生。
- 1995年 - 大阪大学工学部卒業。
- 1997年 - 大阪大学大学院工学研究科博士前期課程修了。
- 2000年 - 大阪大学大学院工学研究科博士後期課程修了。
- 2000年 - 日本学術振興会特別研究員。
- 2001年 - 横浜市立大学大学院総合理学研究科助手。
- 2005年 - 横浜市立大学大学院国際総合科学研究科助手。
- 2007年 - 横浜市立大学大学院国際総合科学研究科助教。
- 2009年 - 横浜市立大学大学院生命ナノシステム科学研究科助教。
- 2012年 - 横浜市立大学大学院生命ナノシステム科学研究科准教授。
- 2013年 - 静岡県立大学薬学部教授。
- 2013年 - 静岡県立大学大学院薬学研究院教授。
- 2013年 - 横浜市立大学客員教授。
- 2013年 - 大阪大学蛋白質研究所客員教授。

## 関連人物
- 石川吉伸